# Suore catechiste del Sacro Cuore

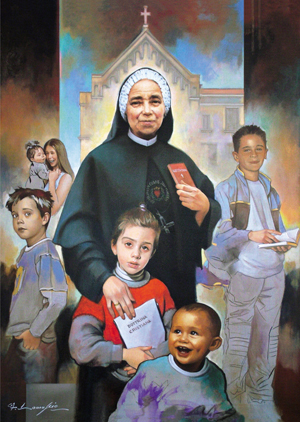
Lo stendardo della beatificazione di madre Giulia Salzano, fondatrice della congregazione

Le suore catechiste del Sacro Cuore (in latino Congregatio Sororum Doctrinae Christianae Institutricum a SS. Corde Iesu) sono un istituto religioso femminile di diritto pontificio: i membri di questa congregazione pospongono al loro nome la sigla S.C.S.C.

## Storia
La congregazione venne fondata da madre Giulia Salzano (1846-1929): già maestra comunale a Casoria, il 5 febbraio del 1894 iniziò, con sette compagne, a collaborare alle opere parrocchiali, particolarmente all'insegnamento del catechismo ai fanciulli che si preparavano alla prima comunione.
Con il permesso dell'arcivescovo di Napoli, il cardinale Giuseppe Antonio Ermenegildo Prisco, la Salzano e le compagne presero il velo il 21 novembre 1905: il 12 agosto 1920 la congregazione delle catechiste del Sacro Cuore venne eretta a livello diocesano e il 18 gennaio 1947 venne approvata dalla Santa Sede come congregazione di diritto pontificio; ottenne l'approvazione definitiva il 19 marzo del 1960.
La fondatrice è stata beatificata da papa Giovanni Paolo II nel 2003 e proclamata santa da papa Benedetto XVI il 17 ottobre 2010.

## Attività e diffusione
Fine principale delle suore dell'istituto è l'educazione religiosa dei ragazzi.
La comunità religiosa delle Suore Catechiste si sviluppò inizialmente a Casoria, dove fu fondata la congregazione e situata la casa madre e sede generalizia; fu poi la stessa madre fondatrice ad ampliare la comunità stabilendosi nel 1922 a Calvizzano. Col tempo oltre che in Italia, la congregazione stabilì case in Canada, Brasile, Filippine, Perù, India, Indonesia, Colombia.
Al 31 dicembre 2008, la congregazione contava 202 religiose in 31 case.